# Episodi di Balki e Larry - Due perfetti americani (ottava stagione)
L'ottava stagione della serie televisiva Balki e Larry - Due perfetti americani è stata trasmessa in anteprima negli Stati Uniti d'America dalla ABC tra il 9 luglio 1993 e il 6 agosto 1993.
| nº | Titolo originale         | Titolo italiano | Prima TV USA   | Prima TV Italia |
| -- | ------------------------ | --------------- | -------------- | --------------- |
| 1  | The Baby Shower          |                 | 9 luglio 1993  |                 |
| 2  | After Hours              |                 | 16 luglio 1993 |                 |
| 3  | Lethal Weapon            |                 | 23 luglio 1993 |                 |
| 4  | The Baby Quiz            |                 | 30 luglio 1993 |                 |
| 5  | Up, Up and Away (Part 1) |                 | 6 agosto 1993  |                 |
| 6  | Up, Up and Away (Part 2) |                 | 6 agosto 1993  |                 |